# Цзин Фан
Цзин Фан (кит. упр. 京房, пиньинь Jīng Fáng, 78—37 до н. э.), рождённый под именем Ли Фан (李房), дополнительное имя Цзюньмин (君明) — древнекитайский математик, музыкальный теоретик, астроном, астролог, специалист по Ицзину. Жил во времена империи Хань. Родился в уезде Дуньцю округа Дунцзюнь (сейчас это место находится на территории уезда Цинфэн городского округа Пуян провинции Хэнань). Изучал «И цзин» под руководством Цзяо Яньшоу, ученика каноноведа-ицзиниста Мэн Си.
Был конфуцианским учёным, при этом придерживался даосизма, при императоре Юань-ди получил должность придворного гадателя и предсказателя, некоторый период был доверенным лицом императора. Стал бороться с коррупцией и совершенствовать систему назначений чиновников в соответствии с экзаменами. В результате придворных интриг был оклеветан, его отправили в ссылку, где он умер (по другим сведениям был казнён).
Заслужил славу выдающегося мага и гадателя. Многократно упоминается в средневековом трактате Гань Бао «Записки о поисках духов».

## Теория музыки
Цзин Фан расширил определение звукоряда, данное в Хуайнаньцзы в 122 до н. э., где были описаны пифагоровы соотношения между 12 полутонами и семью октавами. Цзин Фан ввёл более тонкую систему высот. Он рассматривал последовательность 60-ти идеально чистых квинт и нашёл, что цепь из 53-х таких квинт даёт высоту, удивительно близкую к даваемой цепью из 31-й идеально чистой октавы. Значения, которые он вычислил, достаточно точны и соответствуют современным вычислениям.
Для проведения этих вычислений он взял за основу большое число ({\displaystyle 3^{11}=177147}), которое легко делится на три, и провёл следующие операции:
1. Деление базового числа на три {\displaystyle 177147/3=59049}
2. Добавление к базовому числу {\displaystyle 177147+59049=226196}
3. Результат оказался равным {\displaystyle 4/3} оригинального числа, или идеальной квартой, что соответствует идеальной квинте от начала октавы.
4. Далее аналогичным способом он вычислил следующий тон.

Эти вычисление звукоряда позже попали в династийную летопись династии Хань «Хань Шу», составленную Бань Гу, который посвятил целую главу биографии Цзин Фана.
Подобные вычисления были проведены в Европе (XVII век) Николаем Меркатором. Была обоснована целесообразность исследований звуковысотной системы 53 равных делений октавы.

## Астрономия
Цзин Фан занимался исследованием затмений, он писал, что Луна и планеты имеют форму, но не испускают свет, и отражают только солнечный свет, та часть Луны, которая отражает солнечный свет — яркая, другая часть — тёмная.

## ИцзиниАстрология
Цзин Фану принадлежит трактат «Цзинши Ичжуань» (京氏易傳, традиция Перемен господина Цзин), который представляет собой астрологический календарь, составленный с применением Ицзина. Ряд правил и построений, применяемых Цзин Фаном, впоследствии широко применялись в традиции И Цзина и в даосизме. Наиболее известны следующие его построения:
- Схема восьми дворцов, в которой 64 гексаграммы разбиты на 8 групп, каждая из которых начинается с двойной триграммы и претерпевает развитие по определённым правилам. Схема нашла применение в сочинениях по внутренней алхимии, акупунктуре и астрологии.
- Правило Нацзя (納甲), определяющее соответствие между 64 гексаграммами, 60 знаками цикла, стволами, ветвями, лунными фазами и лунными стоянками. Правило находит применение в сочинениях по внутренней алхимии, и астрологии.